# Чапаево (Айыртауский район)
Чапаево — упразднённое село в Айыртауском районе Северо-Казахстанской области Республики Казахстана. На момент упразднения входило в состав Каратальского сельского округа. Ликвидировано в 1981 году.

## География
Село располагалось на правом берегу реки Сарыозек (приток реки Иманбурлук), в 5,5 км (по прямой) к юго-востоку от села Сухорабовка.

## История
Решением Кокчетавского облисполкома от 08.07.1981 года село Чапаево исключено из учётных данных.